# Anisodes germaini
Anisodes germaini là một loài bướm đêm trong họ Geometridae.